# Espace de Schwartz
Ne pas confondre avec la notion générale d'espace de Schwartz.

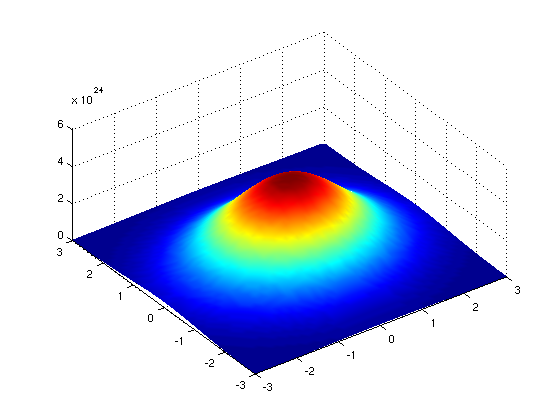
Une fonction gaussienne bidimensionnelle est un exemple de fonction à décroissance rapide.

En analyse mathématique, l'espace de Schwartz est l'espace {\displaystyle {\mathcal {S}}} des fonctions déclinantes (c'est-à-dire des fonctions indéfiniment dérivables à décroissance rapide, ainsi que leurs dérivées de tous ordres). Le dual {\displaystyle {\mathcal {S}}^{\prime }} de cet espace est l'espace des distributions tempérées. Les espaces {\displaystyle {\mathcal {S}}} et {\displaystyle {\mathcal {S}}^{\prime }} jouent un rôle essentiel dans la théorie de la transformée de Fourier.

## Définition
Une fonction f fait partie de l'espace {\displaystyle {\mathcal {S}}(\mathbb {R} ^{N})} lorsqu'elle est indéfiniment dérivable, et si f et toutes ses dérivées sont à décroissance rapide, c'est-à-dire que leur produit par une fonction polynomiale quelconque est borné à l'infini. Les fonctions appartenant à {\displaystyle {\mathcal {S}}(\mathbb {R} ^{N})} sont dites déclinantes.
Pour deux multi-indices {\displaystyle \alpha ,\beta \in \mathbb {N} ^{N}}, on définit les semi-normes {\displaystyle \|\cdot \|_{\alpha ,\beta }} par
{\displaystyle \|f\|_{\alpha ,\beta }=\|x^{\alpha }D^{\beta }f\|_{\infty }}
où {\displaystyle D^{\beta }f} est la dérivée d'ordre {\displaystyle \beta } de f. Alors, l'espace de Schwartz peut être décrit comme
{\displaystyle {\mathcal {S}}(\mathbb {R} ^{N})=\{f\in {\mathcal {C}}^{\infty }(\mathbb {R} ^{N})\mid \forall (\alpha ,\beta )\ \|f\|_{\alpha ,\beta }<+\infty \}}.
S'il n'y a pas d'ambiguïté, l'espace peut être simplement représenté par la lettre {\displaystyle {\mathcal {S}}}.

## Propriétés

### Topologie
L'espace de Schwartz peut être muni d'une topologie, la topologie initiale associée à la famille de semi-normes {\displaystyle (\|.\|_{\alpha ,\beta })_{\alpha ,\beta \in \mathbb {N} ^{N}}}, équivalente à celle associée par la famille filtrante de semi-normes {\displaystyle ({\mathcal {N}}_{p})_{p\in \mathbb {N} }} définie par :
{\displaystyle {\mathcal {N}}_{p}(.)=\sum _{|\alpha |,|\beta |\leq p}\|.\|_{\alpha ,\beta },\,p\in \mathbb {N} .}
L'espace de Schwartz est, muni de cette topologie, un espace de Fréchet. Étant défini par une famille filtrante dénombrable de semi-normes, il est en effet un espace localement convexe, séparé, métrisable, et on montre en outre qu'il est complet.
La convergence d'une suite de {\displaystyle {\mathcal {S}}} se définit donc de la manière suivante.
Une suite de fonctions {\displaystyle (\phi _{n})_{n\in \mathbb {N} }} converge dans {\displaystyle {\mathcal {S}}(\mathbb {R} ^{N})} vers une fonction {\displaystyle \phi } si {\displaystyle \phi \in {\mathcal {S}}(\mathbb {R} ^{N})} et si
{\displaystyle \forall p\in \mathbb {N} \quad \lim _{n\to \infty }{\mathcal {N}}_{p}(\phi _{n}-\phi )=0.}
Son dual topologique est l'espace des distributions tempérées {\displaystyle {\mathcal {S}}'}.

### Exemples
- L'espace {\displaystyle {\mathcal {S}}} contient l'espace {\displaystyle {\mathcal {D}}} des fonctions C∞ à support compact. Cet espace, aussi noté {\displaystyle C_{c}^{\infty }(\mathbb {R} ^{N})}, est dense dans {\displaystyle {\mathcal {S}}(\mathbb {R} ^{N})} au sens de la convergence (forte) définie ci-dessus.
- Il contient également d'autres éléments comme les fonctions de la forme produit d'un polynôme et d'une gaussienne :

{\displaystyle x\mapsto x^{\alpha }e^{-a\|x\|^{2}}\in {\mathcal {S}}} pour tout multi-indice α et tout réel {\displaystyle a>0}.
- L'espace {\displaystyle {\mathcal {S}}} est un sous-espace vectoriel des différents espaces Lp pour 1 ≤ p ≤ +∞. Il est d'ailleurs dense dans chacun de ces ensembles, hormis L∞. En effet, le complété de {\displaystyle {\mathcal {S}}} pour la norme {\displaystyle \lVert \cdot \rVert _{\infty }} est l'espace {\displaystyle {\mathcal {C}}_{0}(\mathbb {R} )} des fonctions continues nulles à l'infini.

### Opérations sur l'espace de Schwartz
- L'espace {\displaystyle {\mathcal {S}}} est stable par addition interne et par dérivation, et ces opérations définissent des opérateurs continus.
- L'espace {\displaystyle {\mathcal {S}}} est stable par multiplication interne, ou même par multiplication par toute fonction de {\displaystyle {\mathcal {O}}_{M}(\mathbb {R} ^{N}).} En particulier, il est stable par multiplication par une fonction polynomiale. Pour toute fonction {\displaystyle f} de {\displaystyle {\mathcal {O}}_{M}(\mathbb {R} ^{N})}, l'opérateur défini par {\displaystyle \phi \mapsto f\phi } est continu de {\displaystyle {\mathcal {S}}(\mathbb {R} ^{N})} dans lui-même.

On définit l'espace {\displaystyle {\mathcal {O}}_{M}(\mathbb {R} ^{N})} des multiplicateurs de {\displaystyle {\mathcal {S}}(\mathbb {R} ^{N})} comme le sous-ensemble des fonctions de {\displaystyle {\mathcal {C}}^{\infty }(\mathbb {R} ^{N})} dont toutes les dérivées sont à croissance polynomiale, i.e.
{\displaystyle \forall \alpha \in (\mathbb {N} ^{N})\quad \exists C_{\alpha }>0,\exists N_{\alpha }\in \mathbb {N} \quad \forall x\in \mathbb {R} ^{N}\quad |(\partial ^{\alpha }f)(x)|\leq C_{\alpha }(1+|x|)^{N_{\alpha }}.}
On appelle {\displaystyle {\mathcal {O}}_{M}(\mathbb {R} ^{N})} l'espace des fonctions indéfiniment dérivables à croissance lente.
- La transformation de Fourier induit un automorphisme topologique de {\displaystyle {\mathcal {S}}}. Cet automorphisme {\displaystyle {\mathcal {F}}} est donné par{\displaystyle \left({\mathcal {F}}f\right)\left(\xi \right)=\int _{\mathbb {R} ^{N}}f(x){\rm {e}}^{-2{\rm {i}}\pi \xi x}{\rm {d}}x}où {\displaystyle \xi x=\sum _{k=1}^{N}\xi _{k}x_{k}.} L'automorphisme inverse est {\displaystyle {\mathcal {\bar {F}}},} donné par{\displaystyle \left({\mathcal {\bar {F}}}f\right)\left(\xi \right)=\int _{\mathbb {R} ^{N}}f(x){\rm {e}}^{2{\rm {i}}\pi \xi x}{\rm {d}}x.}Le théorème de Plancherel-Parseval dit que si l'on munit {\displaystyle {\mathcal {S}}(\mathbb {R} ^{N})} de la structure préhilbertienne induite par {\displaystyle L^{2}(\mathbb {R} ^{N})\supset {\mathcal {S}}(\mathbb {R} ^{N}),} la transformation de Fourier est un opérateur unitaire de {\displaystyle {\mathcal {S}}(\mathbb {R} ^{N})} dans lui-même.
- La classe de Schwartz est absorbante pour le produit de convolution avec {\displaystyle {\mathcal {E}}'} : pour toute distribution à support compact {\displaystyle T\in {\mathcal {E}}'(\mathbb {R} ^{N})} et fonction de Schwartz {\displaystyle \phi \in {\mathcal {S}}(\mathbb {R} ^{N}),} on a

{\displaystyle T\ast \phi \in {\mathcal {S}}(\mathbb {R} ^{N}).}
- Plus généralement, on note {\displaystyle {\mathcal {O}}_{c}^{\prime }(\mathbb {R} ^{N})} l'ensemble des convoleurs de {\displaystyle {\mathcal {S}}(\mathbb {R} ^{N}),} c'est-à-dire l'ensemble des distributions {\displaystyle T\in {\mathcal {D}}'(\mathbb {R} ^{N})} telles que {\displaystyle g\mapsto g\ast T} envoie continûment {\displaystyle {\mathcal {S}}(\mathbb {R} ^{N})} dans {\displaystyle {\mathcal {S}}(\mathbb {R} ^{N}).} Cet ensemble est un sous-espace vectoriel de {\displaystyle {\mathcal {S}}'(\mathbb {R} ^{N})} (c'est-à-dire de l'espace des distributions tempérées) qui contient les distributions à support compact et les fonctions localement intégrables à décroissance rapide. C'est pourquoi on appelle {\displaystyle {\mathcal {O}}_{c}^{\prime }(\mathbb {R} ^{N})} l'espace des distributions à décroissance rapide. Muni du produit de convolution, {\displaystyle {\mathcal {O}}_{c}^{\prime }(\mathbb {R} ^{N})} est de plus une algèbre associative, commutative et unifère sur laquelle {\displaystyle {\mathcal {S}}(\mathbb {R} ^{N})} et {\displaystyle {\mathcal {S}}'(\mathbb {R} ^{N})} sont des modules unitaires.